# Мейсон, Ширли Арделл
Ширли Арделл Мейсон (англ. Shirley Ardell Mason; 25 января 1923, Додж-Сентер, Миннесота, США — 26 февраля 1998, Лексингтон, Кентукки, США) — американка, у которой было диагностировано очень редкое психическое расстройство, известное как диссоциативное расстройство идентичности. Журналистка Флора Рита Шрайбер опубликовала о ней книгу «Сивилла», которая легла в основу нескольких фильмов. Впрочем, диагноз и лечение Мейсон подвергалось критике со стороны многих специалистов. Она считается одной из самых известных пациенток в истории психиатрии США и мира.

## Биография
Ширли Арделл Мейсон родилась в 1923 году в Миннесоте в семье адвентистов седьмого дня Уолтера и Марты Мейсонов. Её отец был плотником. Ширли была единственным ребёнком в семье и воспитывалась в строгости. Многие соседи вспоминали, что её мать вела себя странно, и что у неё диагностировали шизофрению. Впрочем, они отрицали, что видели сексуальное и физическое насилие над девочкой, впоследствии описанное в «Сивилле». Историк Питер Дж. Суэлс, впервые идентифицировавший Мейсон как Сивиллу, сказал, что «существуют убедительные доказательства того, что [худшее насилие в книге] не могло произойти». Некоторые считают историю в книге полной фальсификацией.
Мейсон окончила школу Dodge Center High School в 1941 году и поступила в Государственный колледж Манкейто. Она окончила колледж в 1949 году. После этого она поступила в Колумбийский университет, где также преподавала. Уже во время обучения она заметила у себя психологические проблемы. В то время она познакомилась с Корнелией Уилбур, которая стала её лечащим психиатром. Уилбур диагностировала у пациентки диссоциативное расстройство идентичности и 16 эго-состояний.
Лечение длилось более десяти лет, до 1965 года. Мейсон сильно привязалась к Уилбур. По словам Суэлса, Уилбур принимала за неё все решения. Высказывались предположения, что Мейсон стала проявлять признаки расстройства идентичности именно под влиянием психиатра.
В 1973 году журналистка Флора Рита Шрайбер опубликовала книгу «Сивилла», где описала случай Мейсон, используя псевдоним. Книга стала бестселлером и была продана тиражом более 6 миллионов экземпляров. Шрайбер, Уилбур и Мейсон поделили доход с продаж. Шрайбер считала, что причиной расстройства Мейсон стало сексуальное насилие со стороны матери, страдавшей шизофренией. В 1970-е годы на фоне развития феминизма тема насилия над детьми привлекла широкое внимание. На основе книги в 1976 году был снят одноимённый телефильм с Салли Филд в главной роли. Его посмотрели 20 % населения США. Филд была удостоена премии «Эмми» за лучшую женскую роль в мини-сериале или фильме за эту работу. В 2007 году вышел ремейк телефильма с Тэмми Бланчард в роли Сивиллы (Сибил). Фильм и картина привлекли заметное внимание к диссоциативному расстройству идентичности. Критики отмечают, что до выхода в свет «Сивиллы» и других подобных произведений в медицинской литературе было описано лишь 75 случаев заболевания. 25 лет спустя их число возросло до 40 тысяч, причём большинство в Северной Америке.
В 1973 году Мейсон переехала в Лексингтон, штат Кентукки. Она жила рядом с Уилбур и преподавала искусство в Университете Кентукки. В 1990 году Уилбур умерла. Она оставила бывшей пациентке 25 000 долларов и все доходы от «Сивиллы». Последние годы жизни Мейсон провела, ухаживая за своими кошками, а также занимаясь садоводством и рисованием. Она была убеждённой адвентисткой седьмого дня и оставила всё наследство священнику. После продажи дома Мейсон в Лексингтоне в небольшом шкафу в подвале было обнаружено более 100 картин, которые она создавала в 1943—1965 годах. Некоторые из них были подписаны её различными личностями.
Ширли Арделл Мейсон скончалась в 1998 году в Лексингтоне от рака груди на 76-м году жизни. Мейсон никогда не была замужем и не имела детей.